# Саттлі (Каліфорнія)
Саттлі (англ. Sattley) — переписна місцевість (CDP) в США, в окрузі Сьєрра штату Каліфорнія. Населення — 44 особи (2020).

## Географія
Саттлі розташоване за координатами 39°37′48″ пн. ш. 120°26′14″ зх. д. / 39.63000° пн. ш. 120.43722° зх. д. (39.629945, -120.437275).  За даними Бюро перепису населення США в 2010 році переписна місцевість мала площу 5,31 км², з яких 5,30 км² — суходіл та 0,00 км² — водойми.

## Демографія
Згідно з переписом 2010 року, у переписній місцевості мешкало 49 осіб у 25 домогосподарствах у складі 14 родин. Густота населення становила 9 осіб/км².  Було 34 помешкання (6/км²).
Расовий склад населення:
| - 98,0 % — білих - 2,0 % — корінних американців |

До двох чи більше рас належало 0,0 %. Частка іспаномовних становила 2,0 % від усіх жителів.
За віковим діапазоном населення розподілялося таким чином: 18,4 % — особи молодші 18 років, 71,4 % — особи у віці 18—64 років, 10,2 % — особи у віці 65 років та старші. Медіана віку мешканця становила 48,8 року. На 100 осіб жіночої статі у переписній місцевості припадало 88,5 чоловіків;  на 100 жінок у віці від 18 років та старших — 90,5 чоловіків також старших 18 років.
Цивільне працевлаштоване населення становило 26 осіб. Основні галузі зайнятості: будівництво — 100,0 %.